# Centro Médico Rambam
El Centro Médico Rambam (en hebreo: רמב"ם - הקריה הרפואית לבריאות האדם‎), es un campus localizado en el barrio Bat Galim de Haifa, Israel. Fundado en 1938, es el mayor centro médico del norte de Israel, y el quinto más grande del Estado. Lleva el nombre del médico y filósofo del siglo XII, Rabino Moshe ben Maimón (Maimónides), también conocido como Rambam.

## Instalaciones

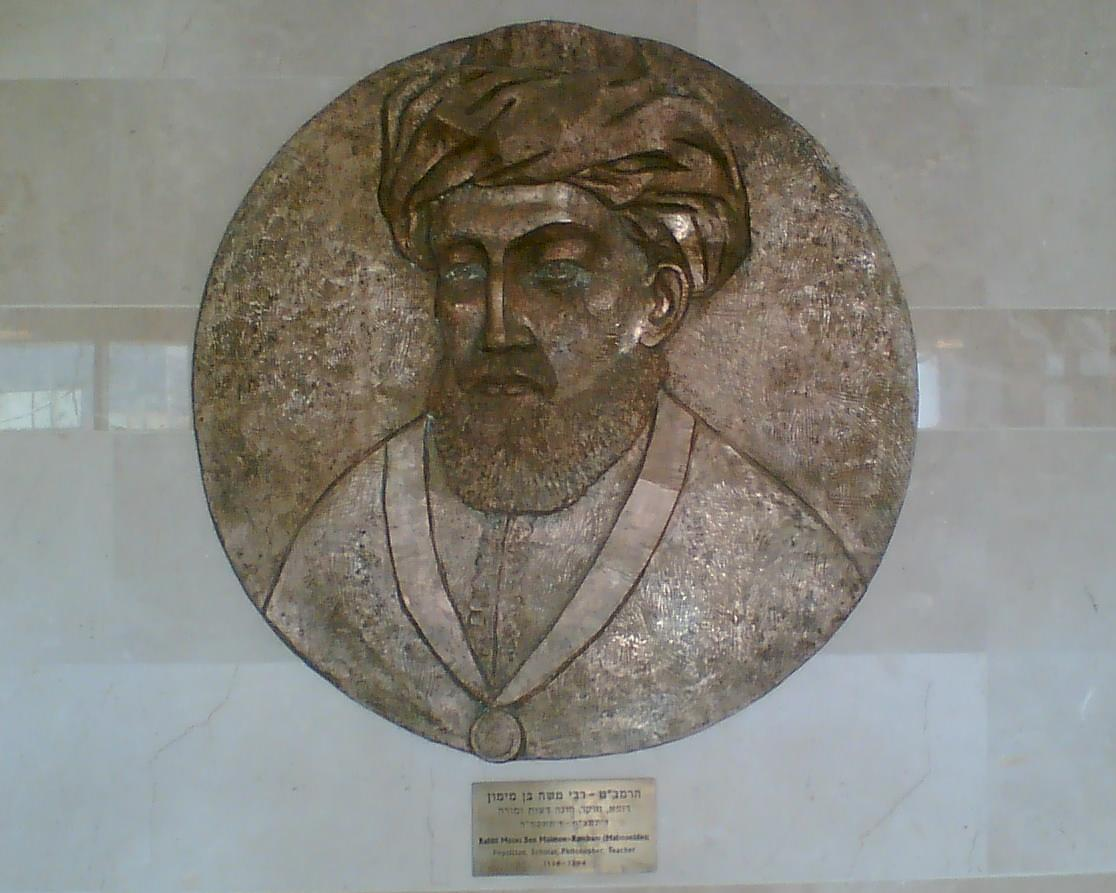
La placa de Maimónides en el Hospital Rambam

El Centro Médico Rambam sirve como centro de referencia y centro de trauma de nivel I, que emplea un enfoque multidisciplinario para el diagnóstico y tratamiento. Alrededor de 75.000 personas son hospitalizadas todos los años, y otras 500.000 son tratados en sus clínicas para pacientes ambulatorios y centros médicos. La facultad de medicina del Technion se encuentra junto al hospital. El centro médico cuenta con 36 departamentos con 1000 camas, 45 unidades médicas, 9 institutos, 6 laboratorios y 30 departamentos para el mantenimiento y servicios administrativos. Los servicios globales para todo el norte de Israel incluyen el tratamiento de traumatismos, oncología y neurocirugía.
Como hospital universitario, se dedica a la enseñanza y la investigación en colaboración con la Facultad de Medicina Rappaport del Technion. El Hospital de Niños Meyer, el único hospital dedicado exclusivamente a la medicina pediátrica en el norte de Israel, se encuentra en el Campus de Tratamientos Médicos Rambam. Fue establecido en 1986 para el tratamiento de niños de 0 a 16 años.

## Historia

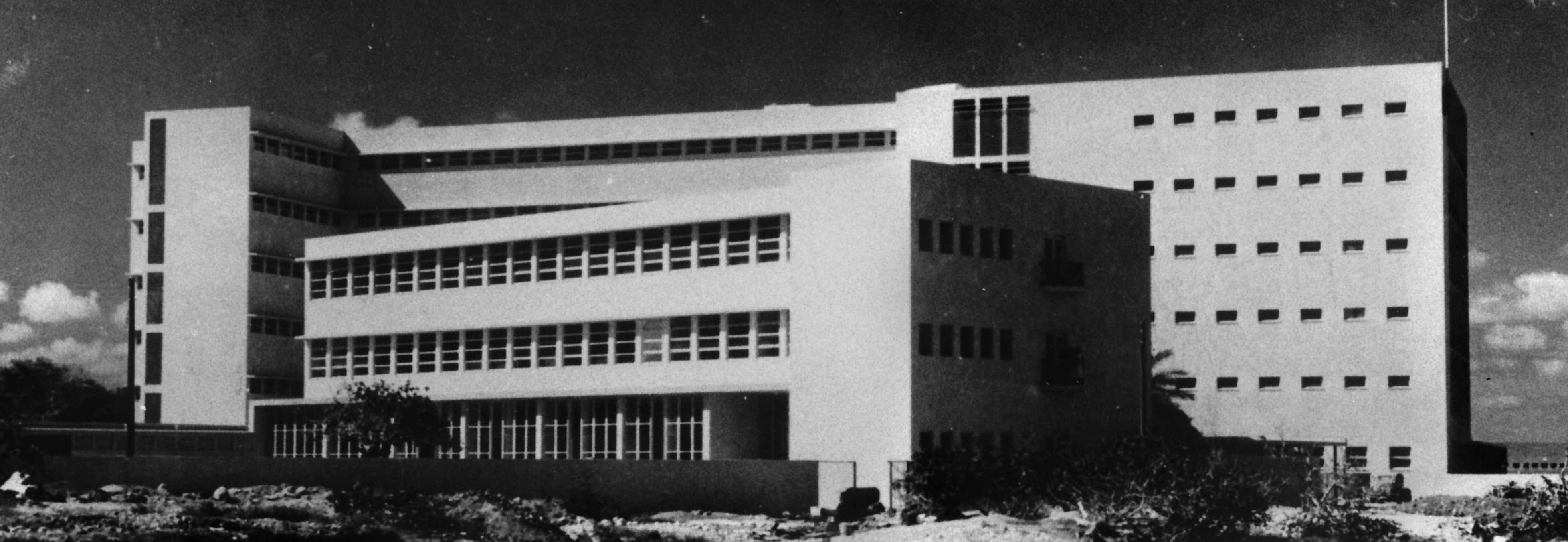
Hospital Gobierno británico de Haifa, 1938

El Centro Médico Rambam se estableció en 1938 durante el Mandato Británico. Fue inaugurado por el Alto Comisionado para Palestina Sir Harold MacMichael como una cobertura para 225 lechos hospitalarios. Fue conocido originalmente como el Hospital del Gobierno Británico de Haifa. El arquitecto Bauhaus, Erich Mendelsohn, fue el encargado de diseñar el edificio en forma de una media luna a los pies del Monte Carmelo, al noroeste del puerto de Haifa. Después del establecimiento del Estado de Israel en 1948, el hospital pasó a denominarse para Rambam.

## Ampliación

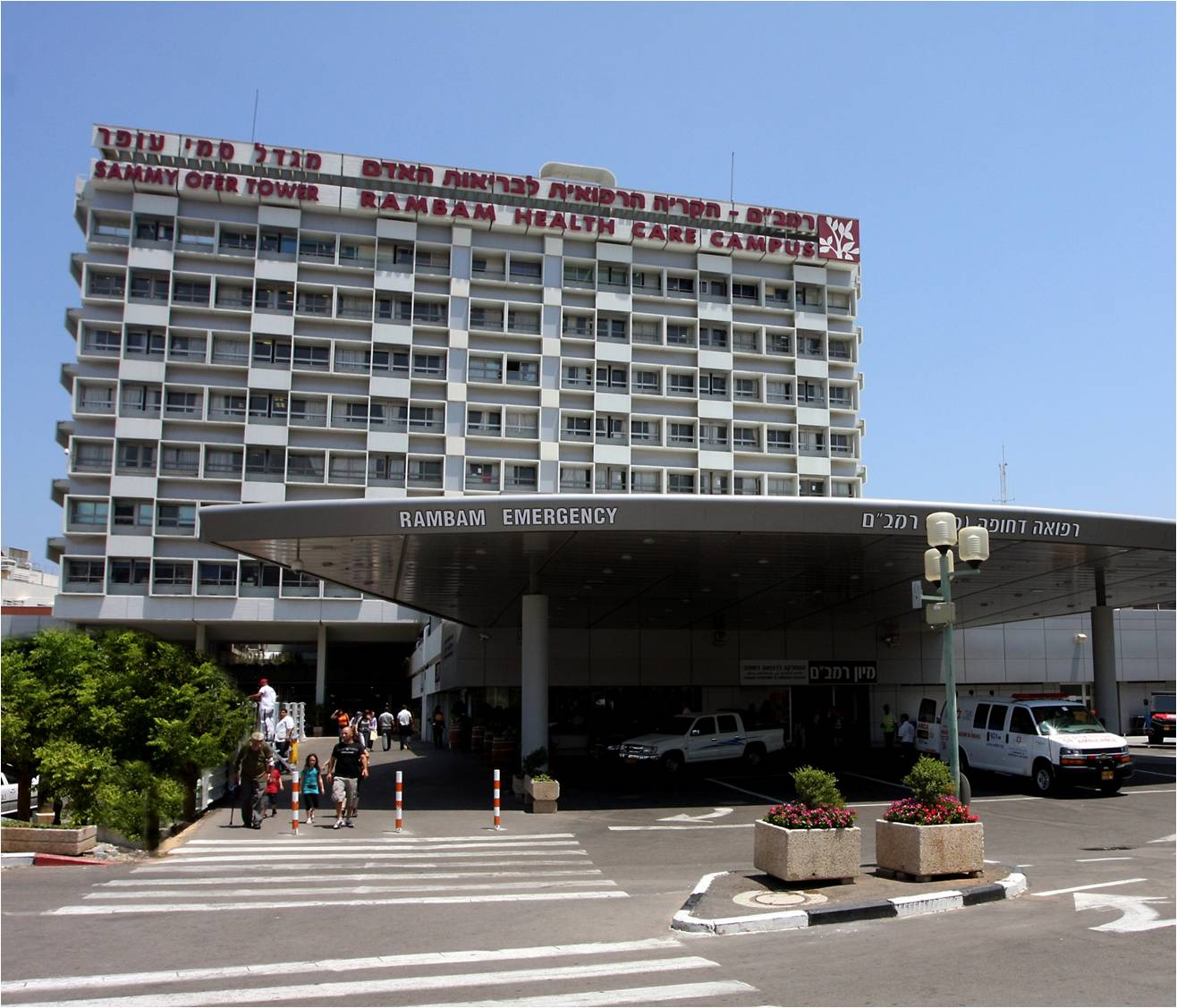
Entrada a la sala de emergencia

En octubre de 2010 se comenzó a trabajar en un sistema de emergencia de protección subterránea para el hospital, diseñado para resistir, ataques químicos convencionales, y ataques biológicos. El proyecto incluye las tres plantas de estacionamiento, que se podrán transformar en breve plazo en un hospital de emergencia para 2.000 camas. El hospital será capaz de generar su propia energía y suficiente reserva de oxígeno, agua potable y suministros médicos para un máximo de tres días.